# Добролишта
Добролишта или Добролишча (грч. Καλοχώρι, до 1926. грч. Δοβρόλιστα) је насељено место у општини Костур у периферији Западна Македонија, Грчка. Према попису из 2021. године било је 329 становника.
Према бугарском географу и историчару, Василу Канчову, у Горњем Папратску је 1900. године живело 270 Словена хришћана и 160 Словена муслимана или Турака. Године 1924. муслиманско становништво је принудно исељено у Турску а на њихово место су насељене грчке избеглице из Турске, укупно 145 особа.